# 南京博物院
南京博物院（英語：Nanjing Museum），简称南博，是一座位於中国南京市的大型历史艺术博物馆。南京博物院為中國国家一级博物馆，與北京故宮博物院及臺北國立故宮博物院齊名。
南京博物院位于江苏省南京市紫金山南麓、中山门內半山园，占地8.3万多平方米。前身是南京国民政府教育部1933年始创的国立中央博物院，是中国第一所由国家兴建的现代综合性大型博物馆。

## 藏品

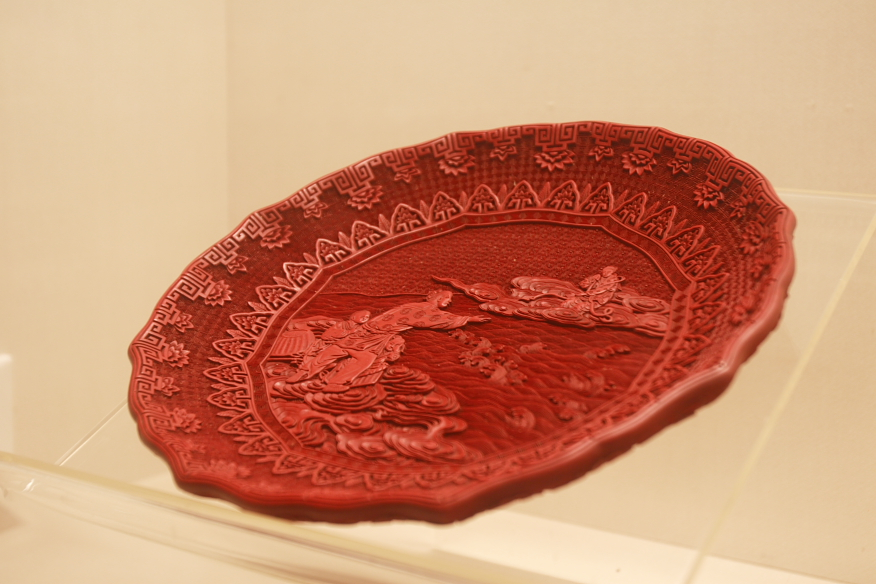
雕漆，牛郎织女纹盒，清朝文物

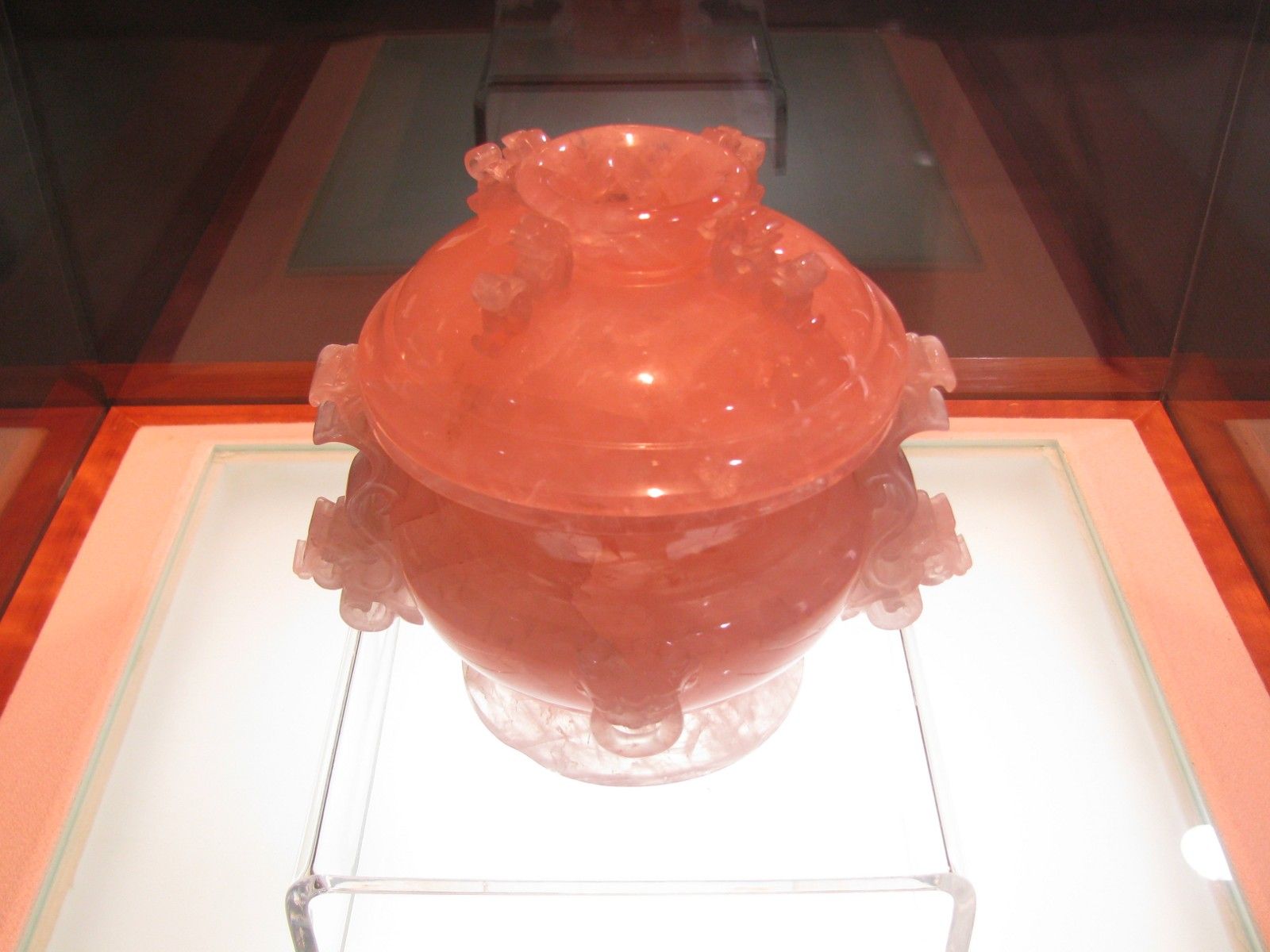
芙蓉石螭耳盖壶

南京博物院目前收藏各类文物43余万件，其中国宝级文物、国家一级文物1062件。南博藏品一部分接收自中央博物院筹备处，另一部分来自中华人民共和国建国后的考古发掘、征集、收购、捐赠、接收及交换。藏品的年代从旧石器时代直至当代，种类有石器、陶器、玉器、青铜器、瓷器、书画、织绣、竹木牙雕、民俗和当代艺术品等。
2007年，经过专家甄选和市民投票，共评出18件南京博物院“镇馆之宝”：
- “玉串饰”，新石器时代，新沂花厅新石器时代遗址出土，国宝级文物。
- “错金银铜壶”：战国，盱眙南窑庄窖藏出土，国宝级文物。
- “郢爰”：战国，盱眙南窑庄窖藏出土，国宝级文物。
- “金兽”：西汉，盱眙县南窑庄窖藏出土，国宝级文物。
- “广陵王玺”：东汉，邗江甘泉山东汉墓出土，国宝级文物。
- “错银饰青铜牛灯”：东汉，邗江甘泉山东汉墓出土，国宝级文物。
- “鎏金镶嵌神兽铜砚盒”：东汉，徐州土山东汉墓出土，国宝级文物。
- “青瓷神兽尊”：西晋，宜兴西晋周处墓出土，国宝级文物。
- “竹林七贤与荣启期”模印砖画：南朝，南京西善桥南朝墓出土，国宝级文物。
- “釉里红岁寒三友纹梅瓶”：明代，江宁孙家山明代洪武朝驸马宋琥和安成公主墓出土，国宝级文物。
- “金蝉玉叶”（金枝玉叶）：明代，苏州五峰山博士坞明代弘治朝进士张安晚家族墓地14号墓出土
- “银缕玉衣”：东汉，徐州土山一号汉墓出土
- “透雕人鸟兽玉饰”：新石器时代，昆山市赵陵山遗址77号墓葬出土
- “人面兽面组合纹玉琮”：新石器时代，武进寺墩遗址4号墓葬出土
- “金观音菩萨立像”：清代
- “鎏金喇嘛塔”：明代，南京牛首山弘觉寺塔窖藏出土
- “《坤舆万国全图》”：明代万历三十六年（1608）宫廷据利玛窦《坤舆万国全图》最早刻印本摹绘
- “青花寿山福海纹炉”：明代
- “徐渭《杂花图卷》”：明代
- “沈寿绣品《耶稣像》”：民国

## 历史
1933年起，因华北局势日趋不安，以北京故宮為基礎的国立北平故宫博物院开始进行文物南迁；为收纳这些文物，教育部委託中央研究院歷史語言研究所成立「國立中央博物院籌備處」。最初成立筹备处的时候，擬建人文、工藝、自然三大館，1936年动工兴建。一年后，日军占领南京时，第一期工程仅完成大半；直到战后的1948年才将徐敬直设计的“人文館”竣工开放，即現南京博物院仿辽代风格的大殿；规划中的另外两馆，因时局原因（1946年國共爆發全面內戰）未能实现。
1948年，國民政府將國立北平故宮博物院、南京國立中央圖書館、中央研究院歷史語言研究所、國立中央博物院以及外交部的文物精品運至臺灣；1948年，由於中央研究院史語所脫離負責籌運的「聯合辦事處」，其餘四個機關合組「中央文物聯合保管處」；1949年10月，改為「國立中央博物圖書院館聯合管理處」，下設故博組、中博組、中圖組、電教組和總務組。1954年1月1日，由於國立中央圖書館（今國家圖書館）於台北恢復建制而脫離其架構，遂更名為「國立中央運臺文物聯合管理處」。1955年11月，再次改名為「國立故宮中央博物院聯合管理處」。1965年，國立故宮博物院於台北恢復建制後，國立中央博物院組織至始便無形中消失了。1986年，曾負責籌組中央博物院的中研院史語所匯集了當時的文物而成立「歷史文物陳列館」。
1950年，位于南京的国立中央博物院本部改名為「南京博物院」。此外，北平歷史博物館（今中国国家博物馆）曾一度歸屬於中央博物院建制而成為中央博物院北平分院。

## 馆舍

### 历史馆

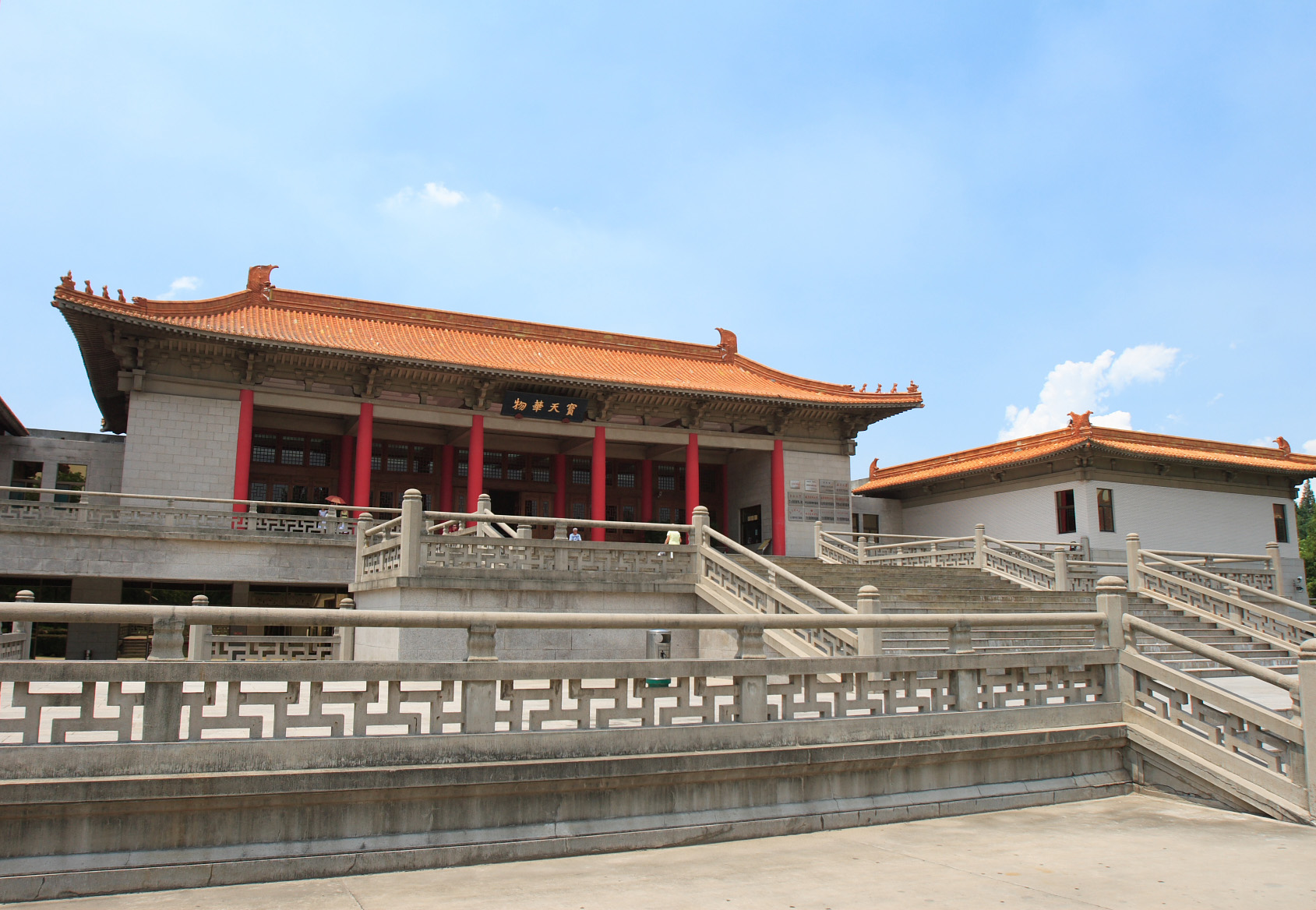

南京博物院的正殿本是原国立中央博物院规划建设的“自然”、“人文”、“艺术”三馆中的人文馆。于1936年6月开工，因抗日战争爆发，直至1948年4月才完成了包括行政楼在内的第一期工程。1952年，此馆作为南京博物院历史陈列馆完工。在二楼设有面积2,390平方米的陈列大厅。1990年代，又按照1930年代的原图纸在底层兴建了连接二楼陈列大厅的陈列厅，共2,400平方米。
此建筑由徐敬直和李惠伯设计，梁思成和刘敦桢任监管和设计顾问，采用仿辽代建筑风格，包括大殿、露台和配殿三部分，建筑面积23,000平方米。该馆位于博物院内宽大深远的草坪尽头的三层白色石台上，九开间的仿辽庑殿上敷棕色琉璃瓦，屋面平缓，斗栱粗壮。从正面远望可以看到作为背景的紫金山。
历史馆共设有6个展厅，常年举办《江苏古代文明展》。展览分为七部分：
天地造化·史前神韵，
方国风云·吴越春秋，
郡国华章·汉家故里，
江东风流·六朝迭兴，
东南都会·隋唐华彩，
江淮多姿·宋元气象，
盛世江南·明清辉煌。

### 艺术馆

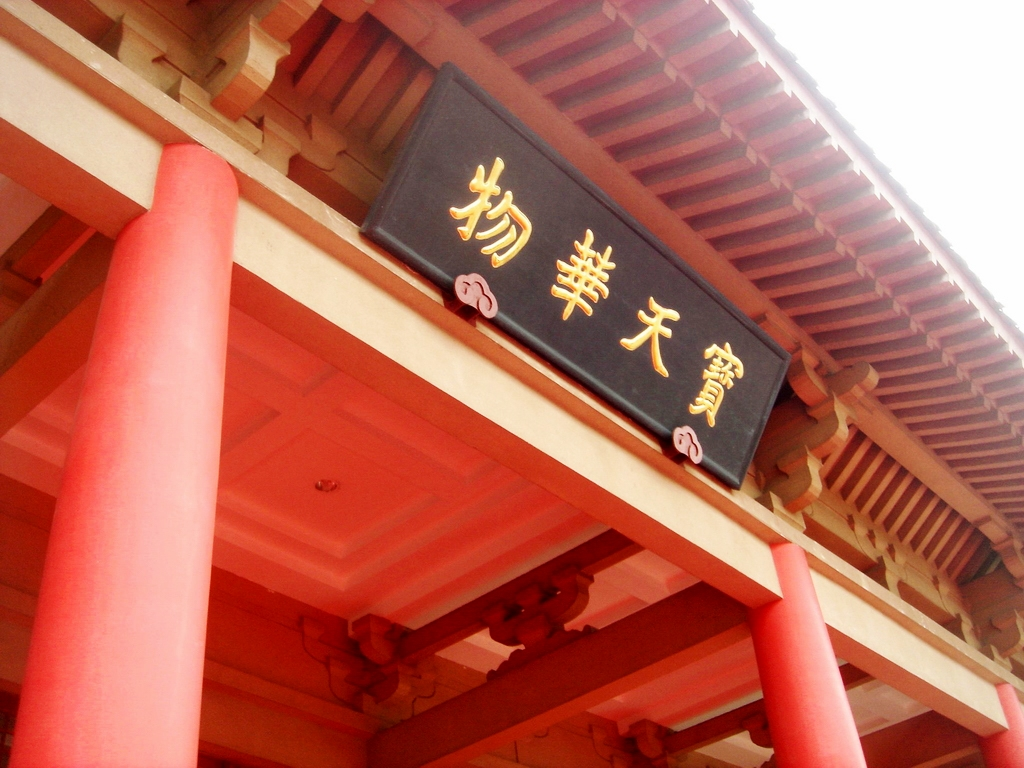

艺术馆即为原规划中的“艺术馆”，位于大殿前方西侧，沿续了历史馆的仿辽代建筑风格，于1999年9月落成开馆。艺术馆设有珍宝馆、青铜馆、瓷器馆。书画馆、玉器馆、织绣馆、陶艺馆、漆艺馆、民俗馆、现代艺术馆、名人书画馆等11个专题陈列展馆，展厅面积12,600平方米。

### 特展馆
特展馆拥有8、9、10、12、13、14、15等展厅，其中四个为常设展览：
走近佛前——南京博物院藏佛像展，特展馆3F10展厅，
精准与华美——南京博物院藏钟表精品展，特展馆4F13展厅，
陈设清宫——南京博物院藏清代宫廷文物展，特展馆4F14展厅，
盛世华彩——康雍乾官窑瓷器展，特展馆4F15展厅。

### 民国馆
民国馆位于艺术馆东侧地下。

### 数字馆

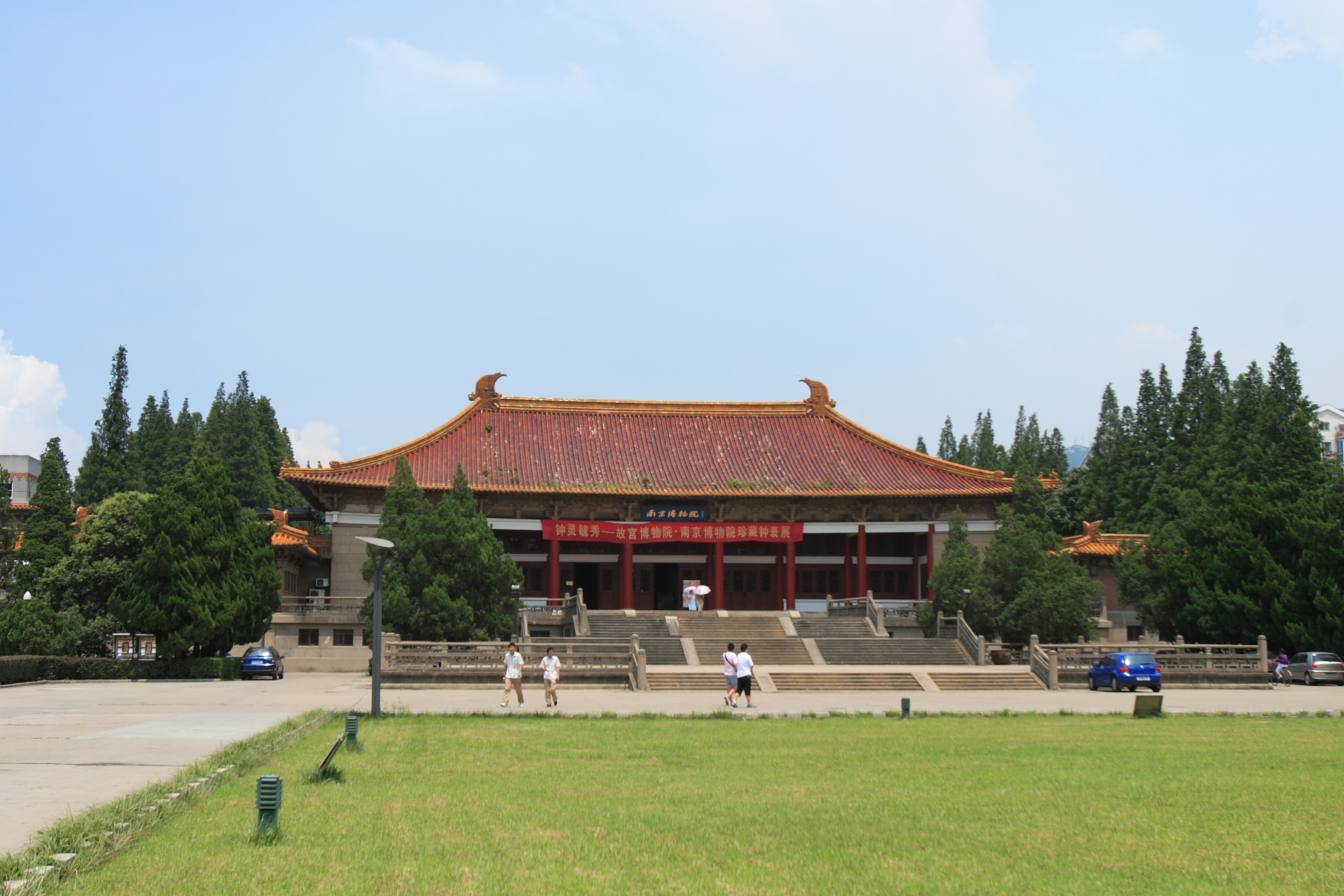

数字馆位于历史馆与特展馆之间地下。

### 非遗馆
设有《江苏非物质文化遗产展》、《大师工坊》、《小剧场》、《老茶馆》。

### 库房
南京博物院原有中山门和朝天宫两处藏品库房，1992年11月又在历史陈列馆西侧新建一座建筑面积3,456平方米的新库房，可以同时进行文物保管和文物保护。

## 展厅

### 书画

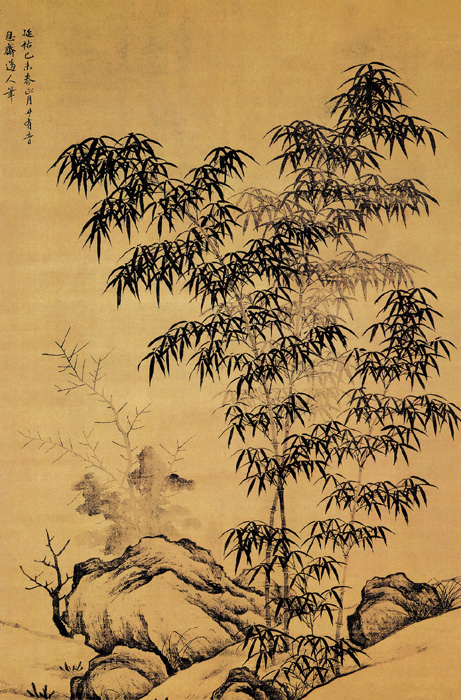
青竹与墨石 by 李衎 (1245-1320), 第13世纪
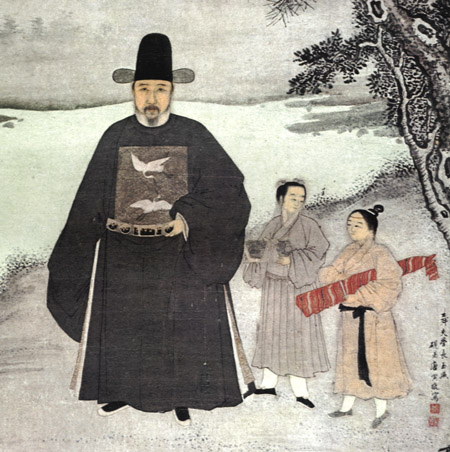
明代江舜夫肖像, 15世纪
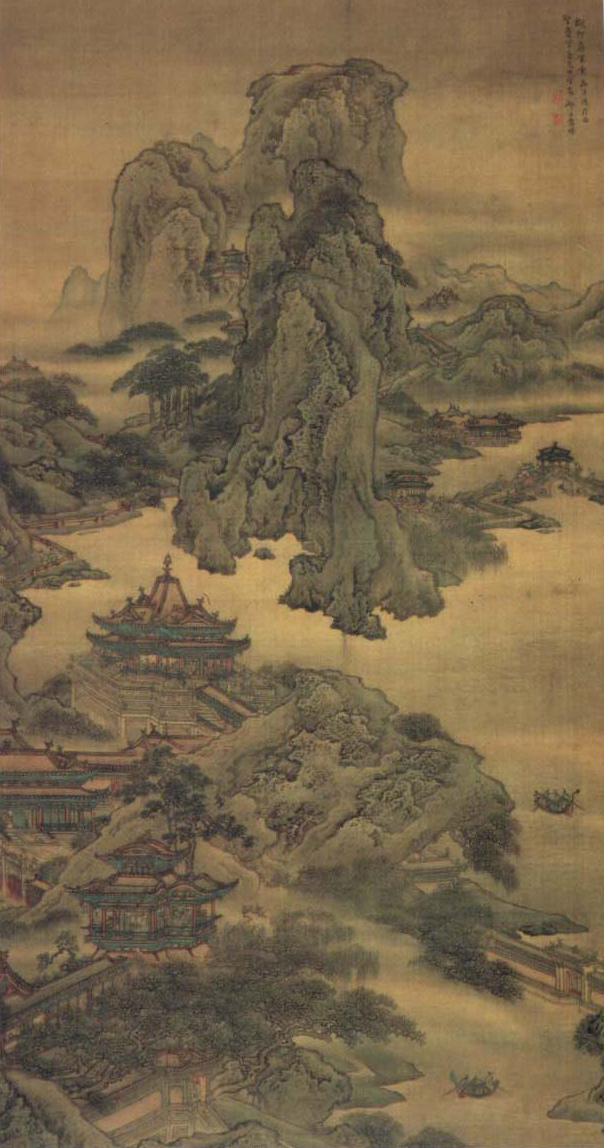
乾隆四十五年袁耀《阿房宫图》轴
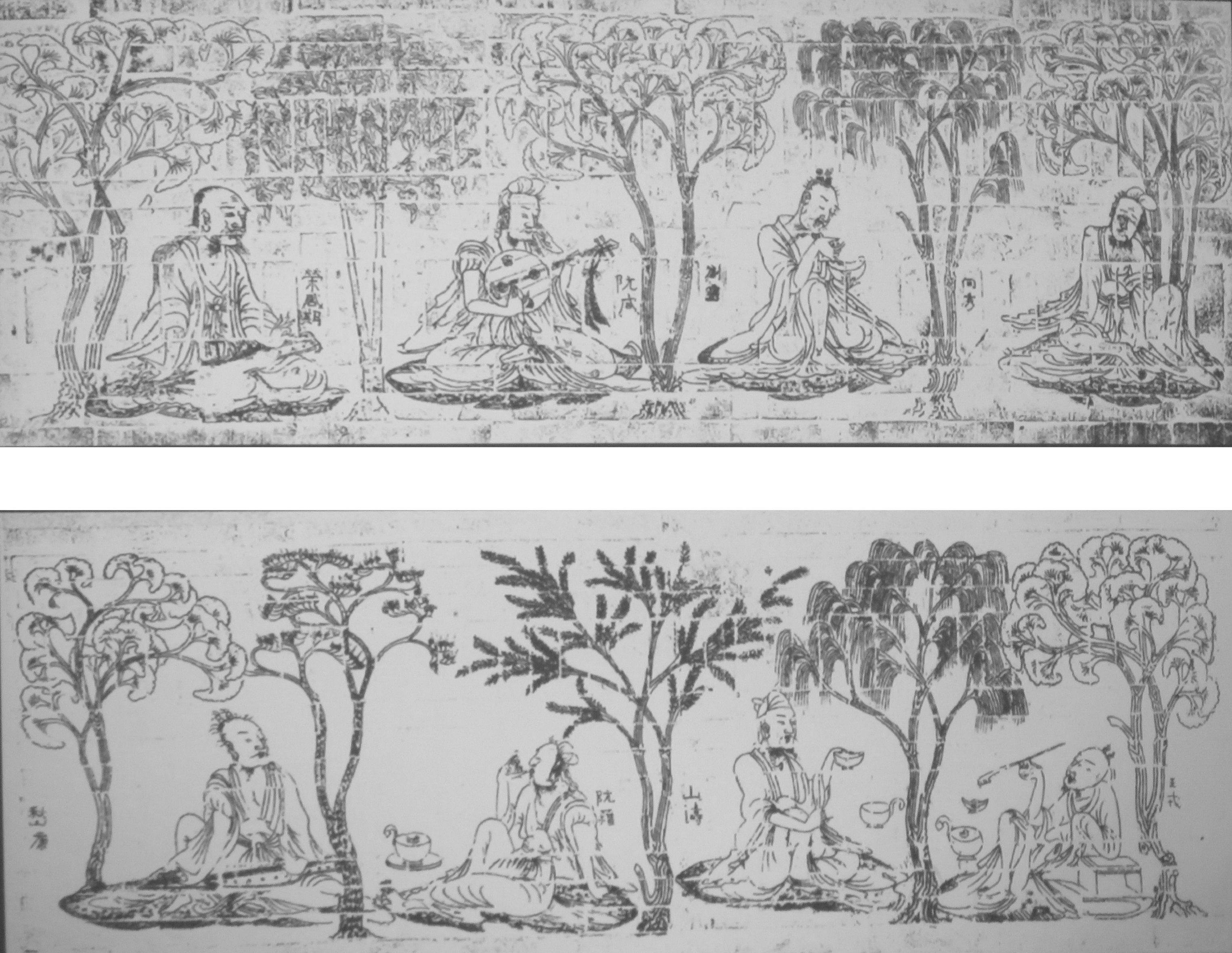
竹林七贤砖印模画
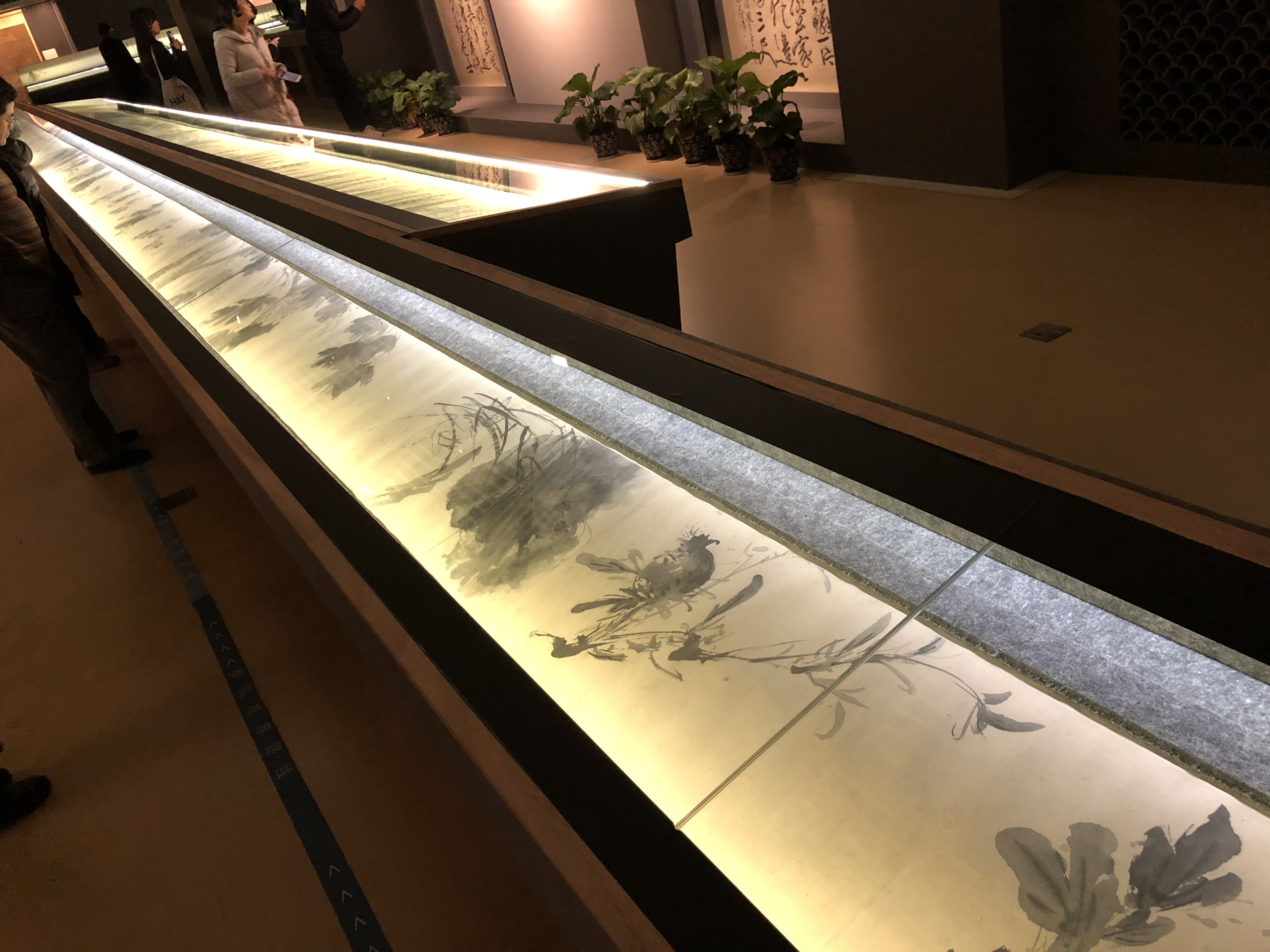
徐渭《杂花图》
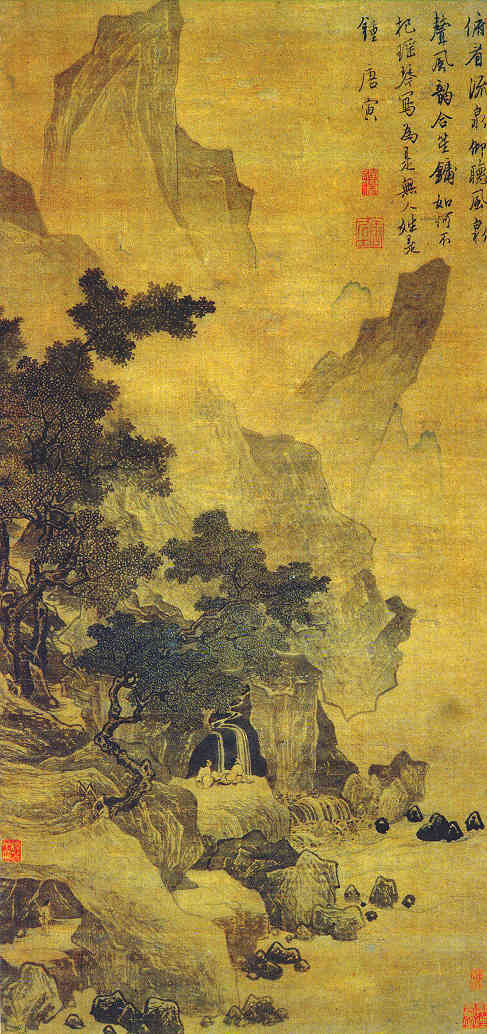
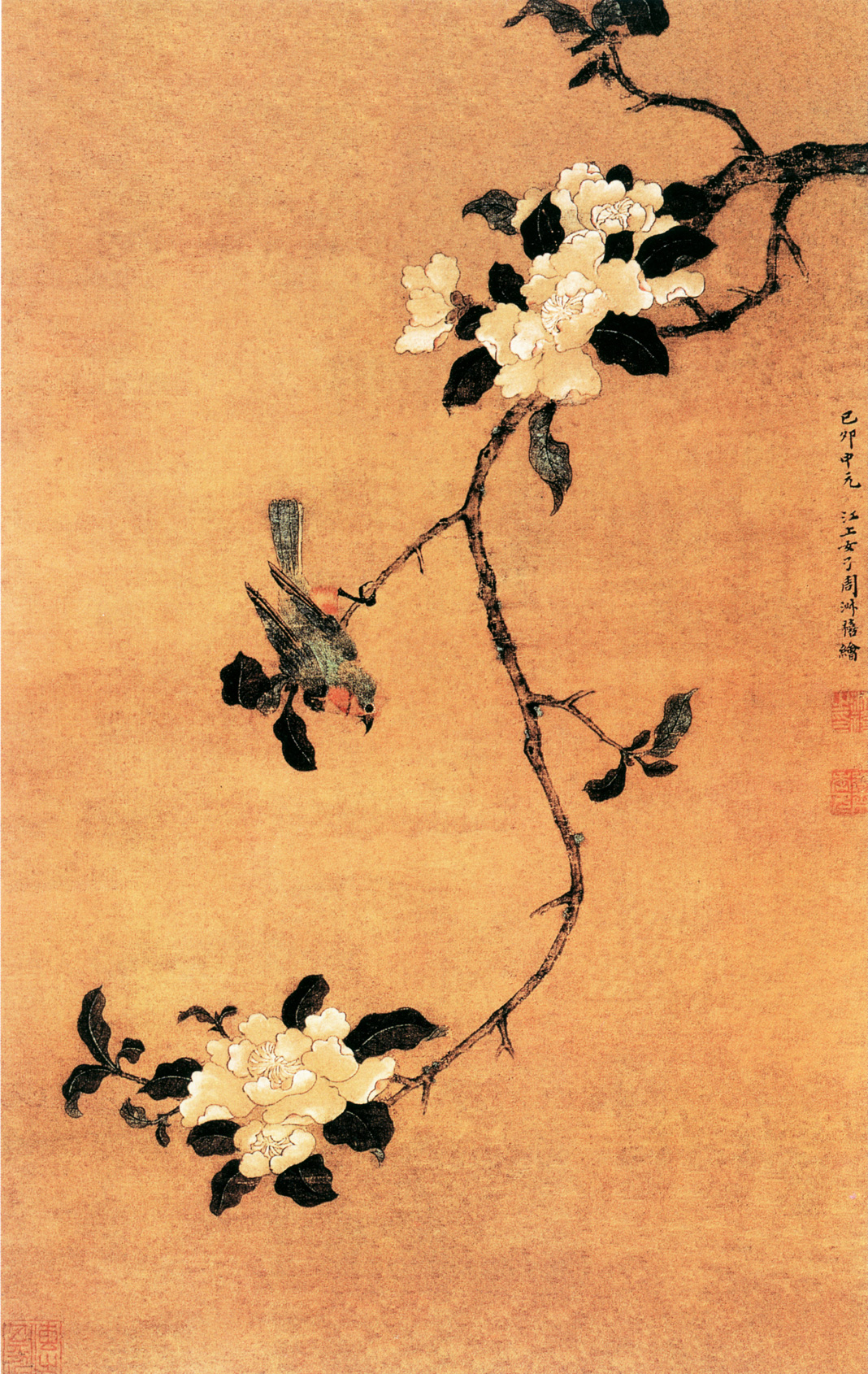
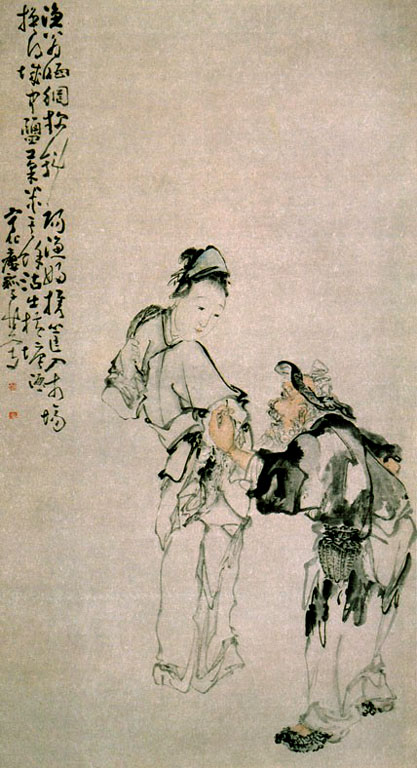
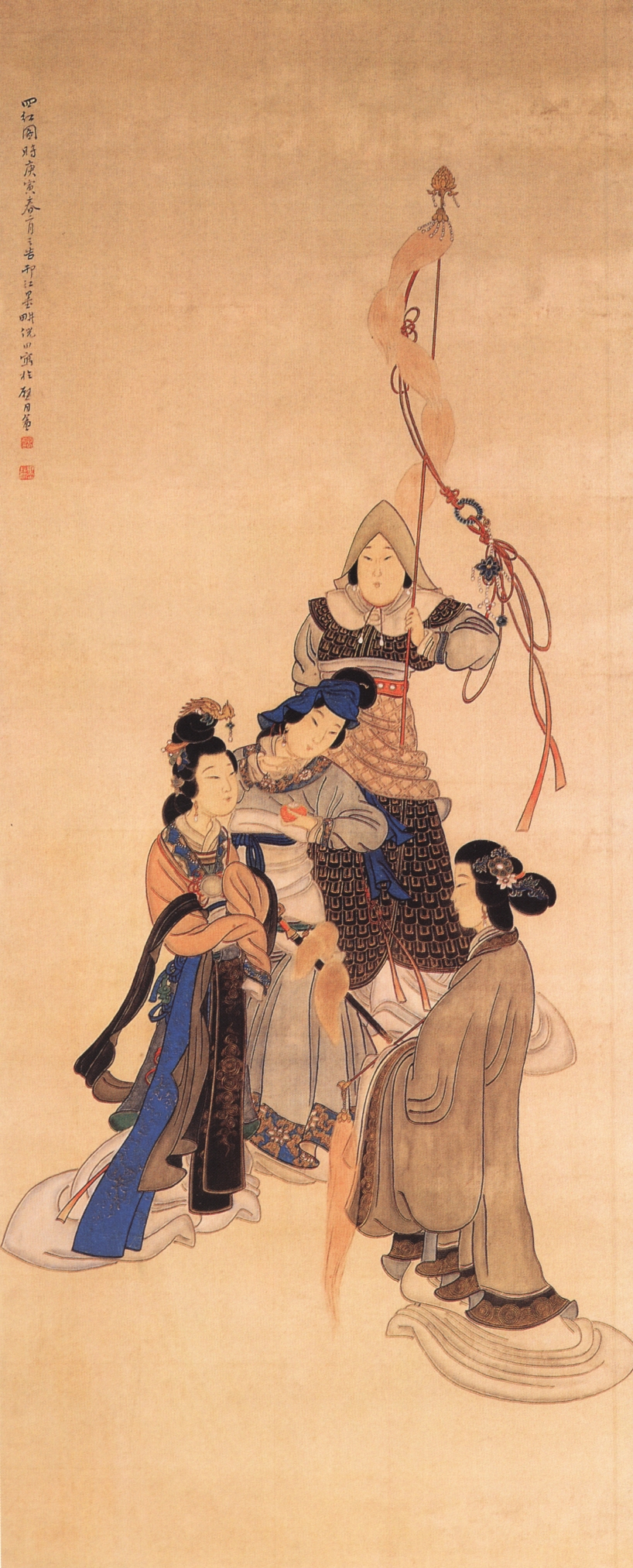

### 漆器

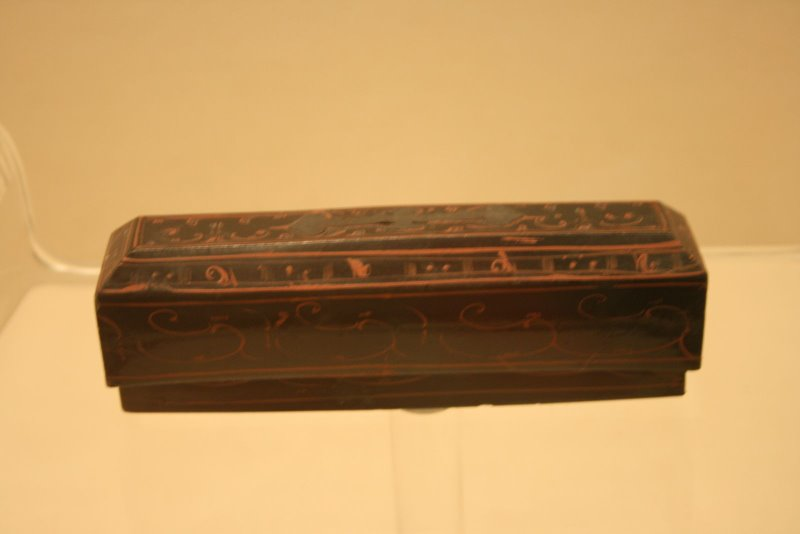
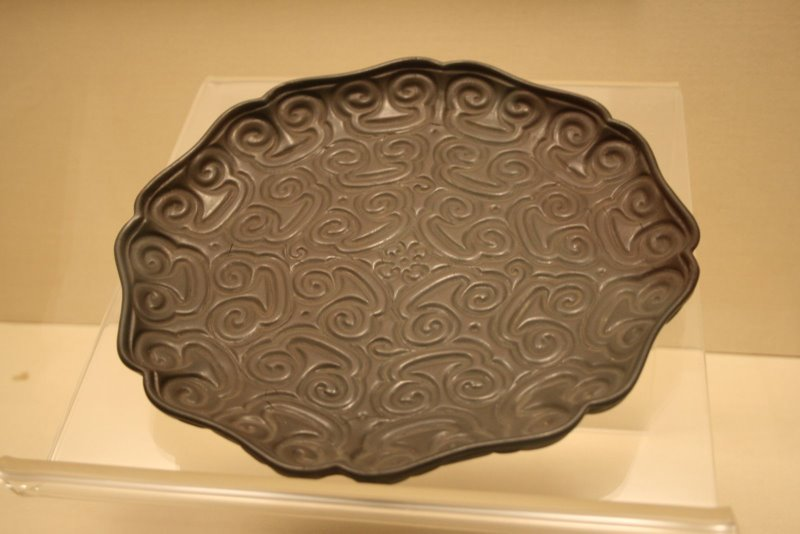
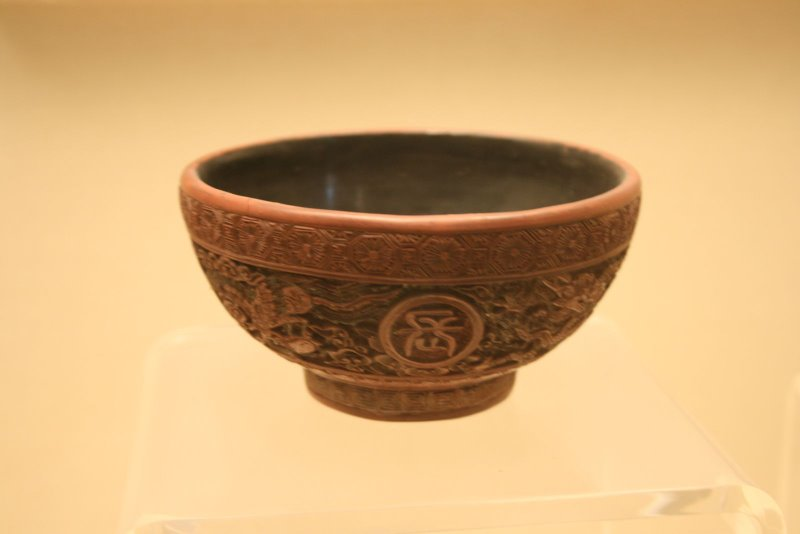
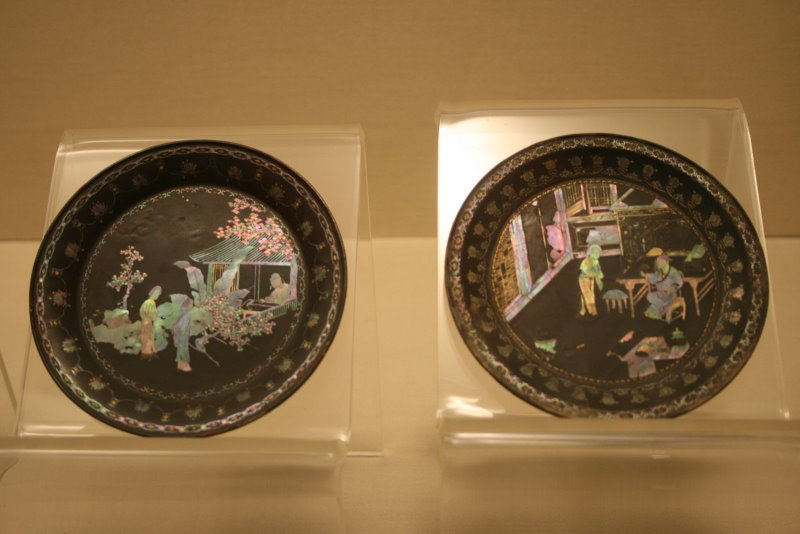
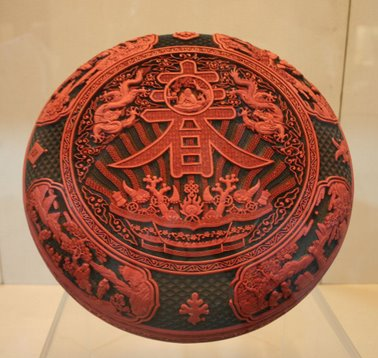
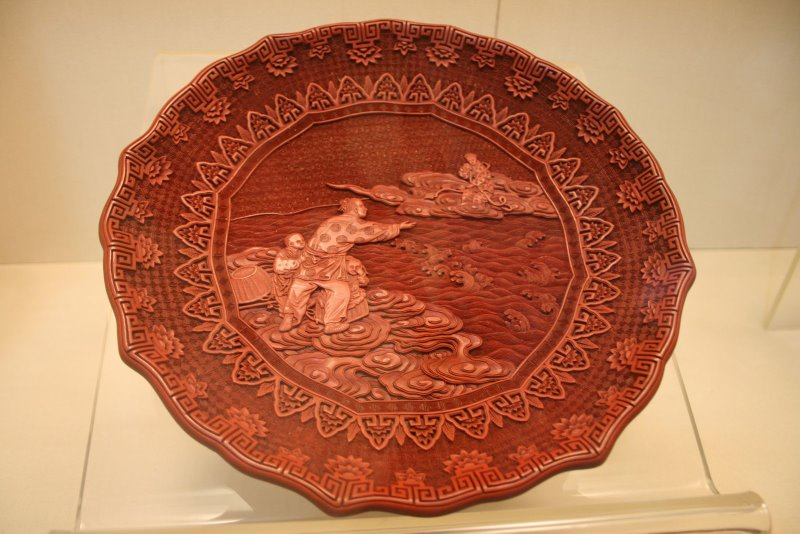

### 陶瓷

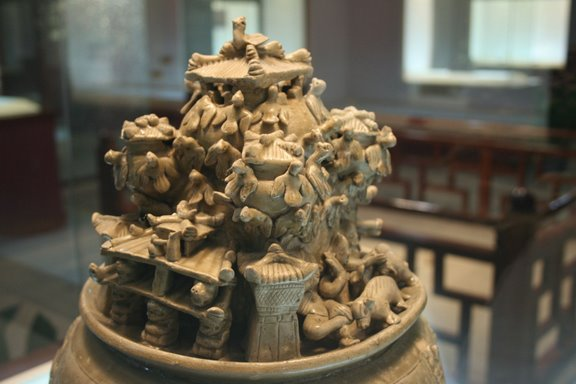
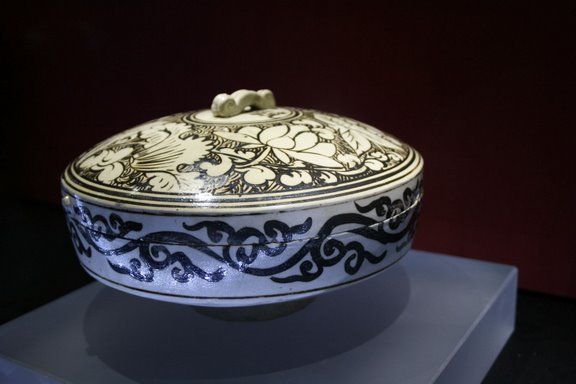
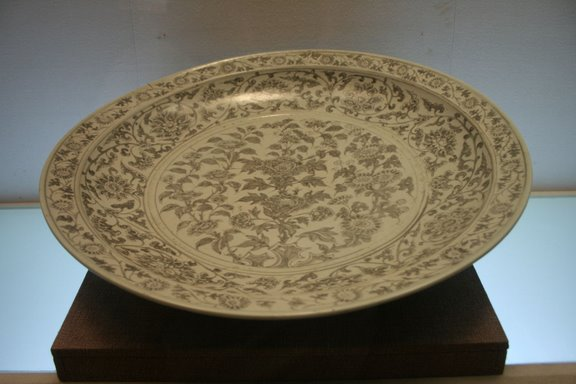
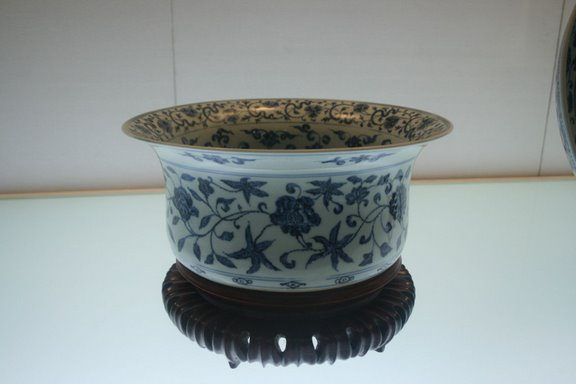
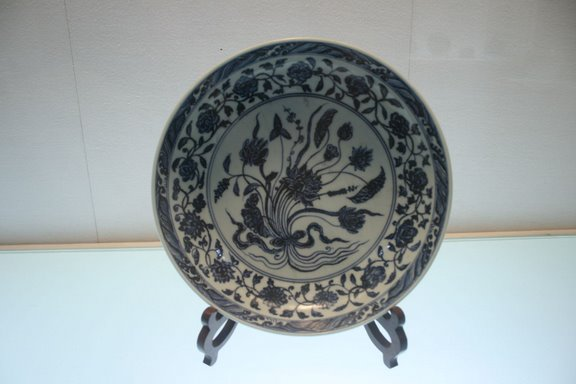
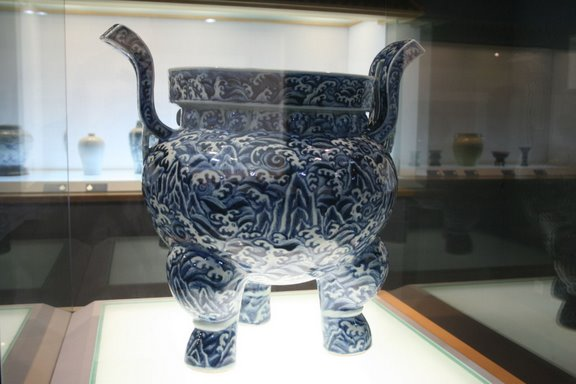
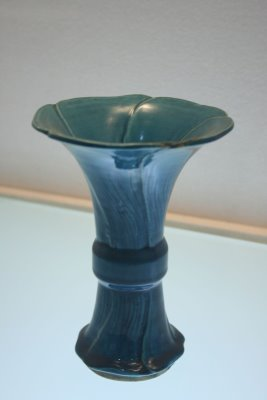
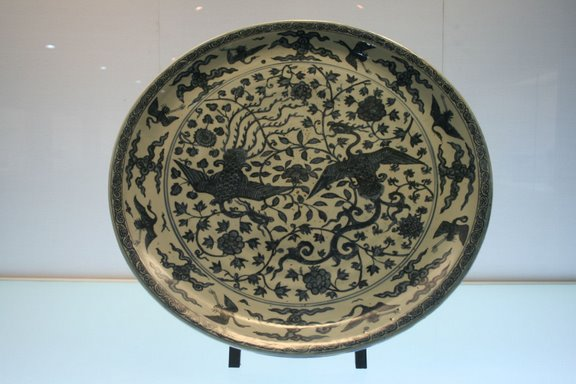
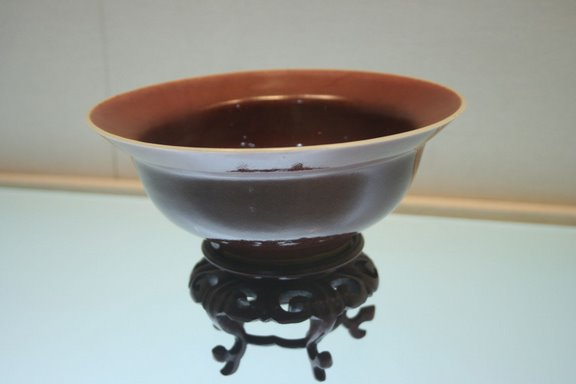
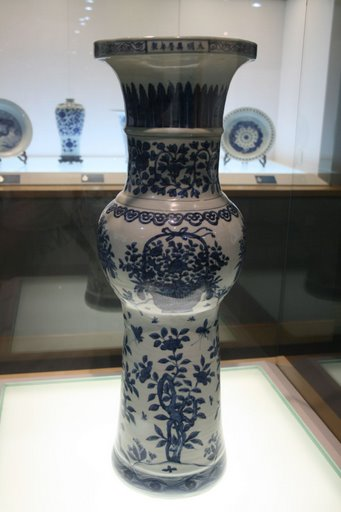
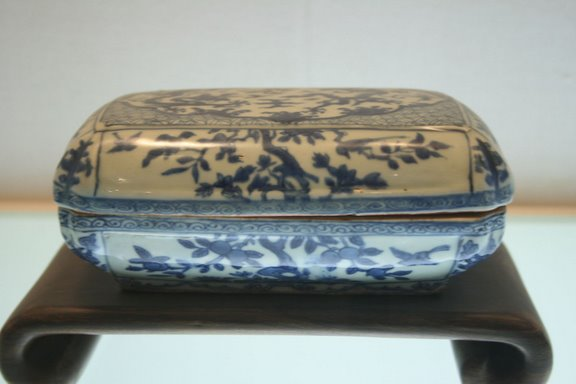
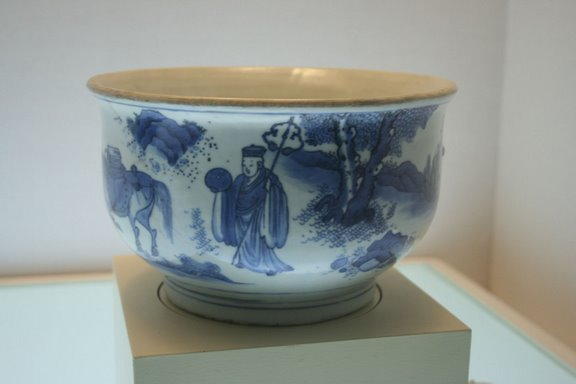

## 歷任領導

### 南京博物院院長
1. 蔡元培（1933年）
2. 傅斯年（1933年4月至1934年7月）
3. 李济（1934年7月至1947年5月）
4. 杭立武（1947年5月至1949年4月）
5. 徐平羽（1950年3月至1956年1月）
6. 曾昭燏（1956年1月至1964年12月）
7. 姚迁（1964年12月至1984年11月）
8. 梁白泉（1986年10月至1998年11月）
9. 徐湖平（2001年2月至2005年12月）
10. 龚良（2005年12月至2022年6月）

### 南京博物院名譽院長
1. 龚良（2022年6月至今）

## 交通
- 南京地铁二号线明故宫站1号口下，沿中山东路向东走472米，位于路北。